# Pico Almanzor
Der Pico Almanzor, auch Plaza del Moro de Almanzor oder kurz Almanzor, ist mit 2592 msnm der höchste Gipfel der spanischen Sierra de Gredos, wie auch des gesamten Iberischen Scheidegebirges und der Autonomen Gemeinschaft Kastilien und León.

## Lage und Umgebung
Gelegen etwa 100 Kilometer westlich von Madrid in der Provinz Ávila, bildet der Gipfel die Grenze zwischen den Gemeinden Zapardiel de la Ribera und Candeleda, in unmittelbarer Nähe zur Provinz Cáceres. Im Norden verläuft der Kamm weiter zum 2559 m hohen Nachbarberg Cuchillar de Ballesteros, während im Süden das Tal des Baches Garganta de Chilla und im Westen das der Garganta de Tejea die Sierra de Gredos nach Süden hin ins Kastilische Hochland entwässern. Im Südosten liegt, vom Almanzor getrennt durch die Scharte Portilla Bermeja (2416 m), der 2507 m hohe El Sagrao. Im Osten erstreckt sich ein ausgedehntes Kar, der Circo de Gredos mit dem Bergsee Laguna Grande de Gredos (1940 m) und dem ihr vorgelagerten Charco de la Esmeralda. Hier befindet sich mit dem Refugio Elola (1945 m) auch die bedeutendste Schutzhütte der Sierra de Gredos. Das Gebiet ist Bestandteil des Naturschutzgebiets Parque Regional de Sierra de Gredos.

## Geomorphologie
Der Pico Almanzor ist wie die gesamte Sierra de Gredos aus Granit aufgebaut. Das heutige Erscheinungsbild des Berges ist maßgeblich durch Vergletscherung während des Pleistozäns geprägt. Diese Vereisung, die vor etwa 21.000 Jahren ihren Höhepunkt erreichte, dauerte bis etwa vor 16.000 Jahren. An der Südseite erreichten die Gletscher der Sierra de Gredos Längen bis zu 2 Kilometer. Die Eisströme der Nordseite waren mit bis zu 9 Kilometern Länge wesentlich länger und prägten die Landschaft stärker, sodass hier Kare wie der Circo de Gredos und Moränenreste zu finden sind.

## Alpinismus

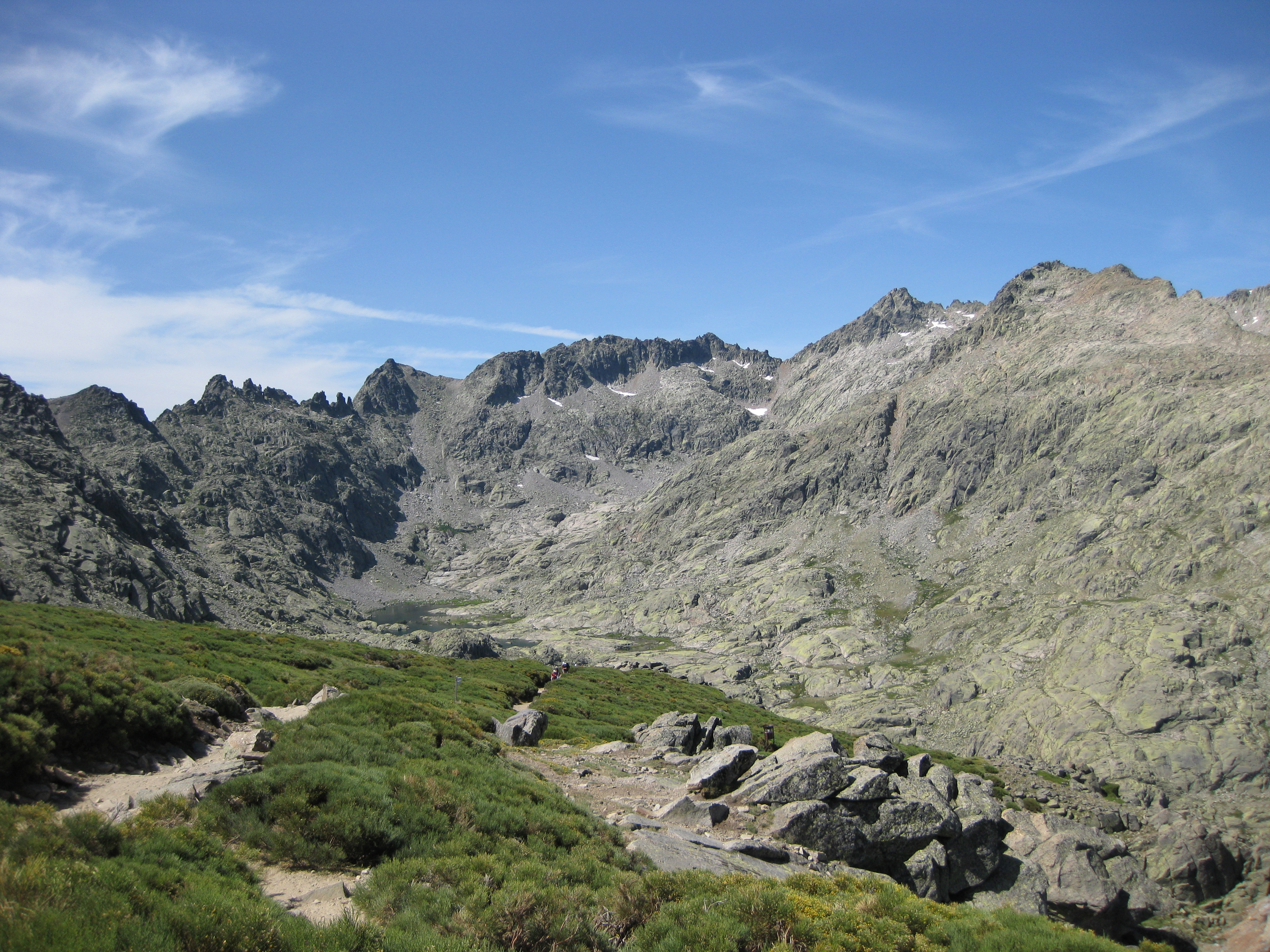
Circo de Gredos mit Pico Almanzor (Mitte rechts) und Laguna Grande im Sommer, Blick vom Canto del Rayo

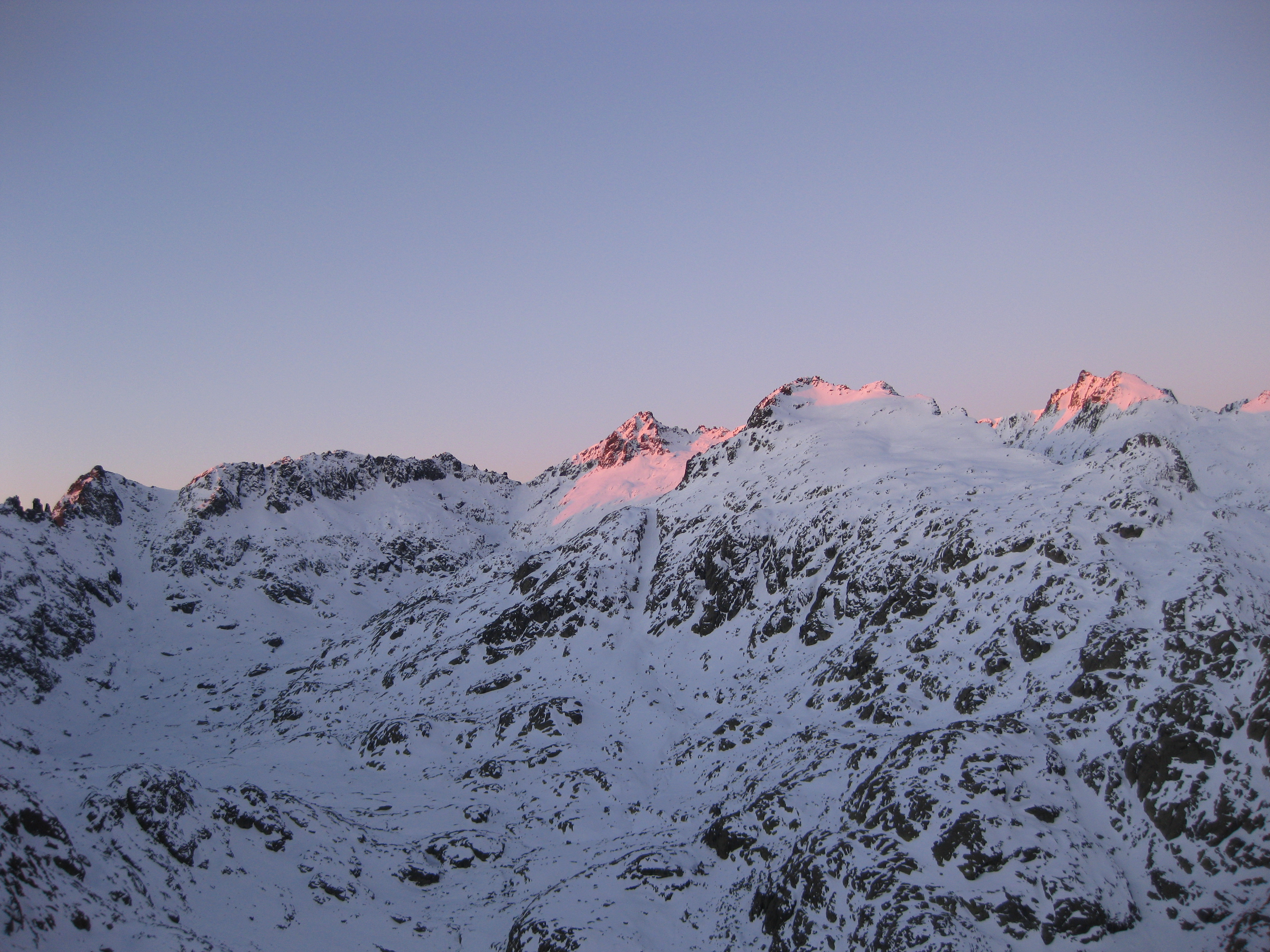
Gleicher Blick im Winter, Mit dem Pico Almanzor (Mitte), zugefrorener Laguna Grande und Refugio Elola im Winter

Der Gipfel des Almanzor wird häufig besucht.
Der Normalweg führt vom nordöstlich gelegenen Parkplatz Plataforma de Gredos (1770 m) über die Laguna Grande und die Portilla Bermeja in 4–5 Stunden auf den Gipfel. Dabei sind im letzten Abschnitt Passagen im II. Schwierigkeitsgrad (UIAA) zu bewältigen. Auch von Norden über den Cuchillar de Ballesteros ist eine Besteigung möglich.
Die Besteigung von Süden entlang des Camino del Tío Domingo ist eine landschaftlich spektakuläre und nahezu unberührte, jedoch aufgrund der fast 2000 m Höhenunterschied physisch weitaus anspruchsvollere Route. Sie führt von der Ortschaft El Raso (720 m) über den Sillao de la Peña Chilla (1873 m) und die Portilla Bermeja in ca. 6–7 Stunden auf den Gipfel.
Während es sich im Sommer um technisch relativ einfache, jedoch körperlich fordernde Touren handelt, kann von November bis Mai die Verwendung von Steigeisen und Eispickel notwendig sein. Im Winter und Frühjahr kann der Berg auch in Form einer Skitour bestiegen werden.

## Namensherkunft und Geschichte
Der Name des Berges leitet sich ab von al-Mansūr („Der Siegreiche“) ibn Abī ʿĀmir, einem militärischen und religiösen Führer während des Kalifats von Córdoba im späten 10. Jahrhundert. al-Mansur soll hier mit einigen Gefolgsleuten über den Circo de Gredos bis zur Portilla Bermeja vorgedrungen sein und von dort das südliche Hochland erblickt haben. Der Circo de Gredos wurde nach diesem Ereignis Plaza del Moro de Almanzor („Platz des Mauren al-Mansur“) benannt, später ging der Name auf den Berggipfel über.
Der Pico Almanzor wurde im September 1899 von M. González de Amezúa und José Ibrián Espada erstbestiegen. Die erste Winter-Besteigung erfolgte 1903 durch Ontañon und Abricarro. Im Jahr 1960 wurde ein kleines Stahlkreuz auf dem Gipfel errichtet.

## Trivia
Der Hauptgürtelasteroid (256796) Almanzor wurde nach dem Gipfel benannt.